# Ferrovia 2020
Ferrovia 2020 es el proyecto que pretende mejorar y reforzar el sistema ferroviario portugués y su conexión con el español y europeo.

## Corredor Internacional Norte
Modernización de la línea de la Beira Alta y línea de la Beira Baixa para su conexión con la red ferroviaria española en la frontera entre Vilar Formoso-Fuentes de Oñoro para potenciar la conexión de los puertos de Oporto y Aveiro con España y Europa. Incluye la electrificación del tramo Covilhã-Guarda.
Inversión: 676 millones de euros.
Financiación comunitaria: 386 millones de euros.

## Corredor Internacional Sur
Modernización y electrificación de la línea del Alentejo, la línea del Sur, la línea de Vendas Novas y la línea del Este para su conexión con la red ferroviaria española en la frontera entre Elvas-Badajoz para potenciar la conexión de los puertos de Sines y Setúbal con España y Europa. Dentro de este proyecto se incluye la construcción de la Nueva Línea de Évora entre Évora y Elvas, el primer tramo que permitirá altas velocidades en Portugal.
Inversión: 627 millones de euros.
Financiación comunitaria: 389 millones de euros.

## Corredor Norte-Sur
Modernización y electrificación de la línea del Norte y la línea del Miño para su conexión con la red ferroviaria española en la frontera entre Valença do Minho-Tuy para potenciar la conexión de Lisboa, Oporto con Vigo y con Europa.
Inversión: 380 millones de euros.
Financiación comunitaria: 227 millones de euros.

## Corredores Complementarios
Inversión: 264 millones de euros.
Financiación comunitaria: 141 millones de euros.
- Modernización y electrificación de la línea del Oeste entre Lisboa y Caldas da Rainha.[3]
- Modernización y electrificación de la línea del Duero entre Caíde de Rei y Peso da Régua.[4]
- Modernización y electrificación de la línea del Algarve entre Tunes-Lagos y Faro-Vila Real de Santo António.[5]
- Modernización y electrificación de la línea de Cascaes.